# Vivre (chanson de Michel Berger)
Pour les articles homonymes, voir Vivre.
Singles de Michel Berger
Un dimanche au bord de l'eau
(2015)
Clip vidéo
[vidéo] « Michel Berger - Vivre », sur YouTube
Vivre est une chanson française de l'auteur-compositeur-interprète Michel Berger, enregistrée pour son album Beauséjour de 1980. Non retenue à l'époque pour l'album, elle sort en inédit ultime le 7 octobre 2022, extraite de son album posthume Vivre de 2022, en hommage à son œuvre, à la vie, et aux trente ans de sa disparition.

## Histoire
Michel Berger écrit et compose cet hymne poétique à l'humanité, à la nature, aux animaux, à l'écologie, et à l'Univers, sur le thème philosophique de sa vie, et de « la vie ». « Les fleurs et les animaux, sont tous un peu de ma famille, on est tous partis de rien, Vivre, torrents, ruisseaux, faites, faites, faites couler l'eau, regardez comme on est beau, on veut Vivre... Dieu, Dieu, écoutez-nous, nous relevons votre défi, et nous lançons notre cri, Vivre... 
Avec le succès de Starmania, son opéra-rock de 1978, créé à la scène en 1979, Michel Berger est définitivement reconnu pour son talent d'auteur-compositeur. Il cherche alors à être également reconnu comme interprète. Le succès de son album d'auteur-compositeur-interprète Beauséjour de 1980 va lui permettre de réaliser ce désir, avec pas moins de trois succès : La Groupie du pianiste (tube de l'été), Celui qui chante et Quelques mots d'amour. Très inspiré, l'auteur compositeur prolifique a alors dû écarter plusieurs titres de cet album, dont cette chanson, le support vinyle limitant la longueur d'un disque à l'époque. Cette chanson « Vivre » est écrite chronologiquement entre ses chansons Quelques mots d’amour et Attendre, dix ans avant Le Paradis blanc de 1990. Il l'enregistre à New-York et à Los Angeles, en s'accompagnant au piano, avec un son très spécifique évoquant les « seventies » d'alors, avec la chanteuse américaine Laurel Massé (en) pour les chœurs. Pour le directeur marketing du catalogue Warner David Dutreuil, Michel Berger a alors écarté cette chanson au moment de la sélection des titres figurant dans Beauséjour car « la chanson avait des sonorités qui rappelaient les années 1970 ».
En 2015, France Gall remixe et sort le titre Un dimanche au bord de l'eau, composé en 1980 et finalement écarté de Beauséjour et même de Beaurivage sorti l'année suivante, et qu'elle utilise comme fer de lance à la promotion de la comédie musicale Résiste.
En 2022, à l'occasion des trente ans de la disparition de l'artiste, son fils et ayant droit Raphaël Hamburger accepte la sortie de l'inédit Vivre, avec des bandes multipistes d'origine mixées pour la sortie du single, mis en ligne sur les plateformes musicales le 7 octobre, et intégré avec succès sur un best of sorti le 28 octobre. 

## Publicité Dacia
En décembre 2023, la chanson est utilisée dans une publicité pour une voiture de la marque automobile Dacia,. Cette utilisation a permis de se classer à la première place des téléchargements sur iTunes France et à la cinquième place du Top Shazam,.